# Gåsgrund, Kristinestad
Gåsgrund är en ö i Finland. Den ligger i Bottenhavet och i kommunen Kristinestad i den ekonomiska regionen  Sydösterbotten i landskapet Österbotten, i den västra delen av landet. Ön ligger omkring 93 kilometer söder om Vasa och omkring 310 kilometer nordväst om Helsingfors.
Öns area är 12,6 hektar och dess största längd är 1,1 kilometer i nord-sydlig riktning.